# Pogorzeliska
Pogorzeliska (Duits: Kriegheide) is een dorp in het Poolse district van Polkowicki, woiwodschap Neder-Silezië. De plaats maakt deel uit van de gemeente Chocianów. Tot 1945 behoorde het dorp bij Duitsland en droeg het de naam Kriegheide. 
Het dorp ligt circa 6 kilometer ten noorden van Chocianów, 12 kilometer westelijk van Polkowice en 87 kilometer ten noordwesten van de regionale hoofdstad Wrocław.